# 瓦西里·格罗斯曼
瓦西里·谢苗诺维奇·格罗斯曼（羅馬化：Vasiliy Semyonovich Grossman；1905年12月12日—1964年9月14日），苏联作家、记者，生于俄罗斯帝国别尔季切夫（今烏克蘭）的一个犹太人家庭，父亲为化学工程师。在莫斯科国立大学学习化学工程。曾在顿巴斯矿区工作，苏德战争期间担任《红星报》记者。在小说《生活与命运》将苏德战争描写为苏联和德国的两个极权主义政权之间的争斗，未能在苏联发表，1980年在西方出版，1988年才在苏联出版。1970年出版的随笔体中篇小说《一切都是流动的》对俄国革命和苏联的社会制度持否定态度。

## 生平
格罗斯曼出生于今天乌克兰别尔季切夫的一个哈斯卡拉犹太教家庭，被命名为约瑟夫·索洛蒙诺维奇·格罗斯曼。他没有接受传统的犹太教教育，并且只掌握了很少的意第绪语。一位俄国保姆将他的名字 Jossja改成了俄语化的Wassja（Wassili的指小词），这个名字被整个家庭所接受。他的父亲是一位社会民主党人，属于孟什维克。
格罗斯曼在进行他于莫斯科大学的学习时开始撰写短篇小说，当他其后在顿巴斯作为工程师工作时仍然继续了写作。一部他的短篇小说《在别尔季切夫》(В городе Бердичеве）引起了高尔基和布尔加科夫的注意，并且他们激励了格罗斯曼继续写作。由亚历山大·阿斯柯尔道夫指导的著名电影《政委》基于这部仅有四页的小说，该电影1967年被克格勃查封，1987年早些被公开，并且在莫斯科電影節被展映，1988年获得柏林国际电影节银熊奖。
20世纪30年代中期格罗斯曼放弃了他的工程师工作，全身心投入于写作，直到1936年他发表了总计两本小说集，在1937年他成为了苏联作家协会的会员。在大清洗期间他的一些朋友和近亲被逮捕，其中包括他的妻子奥尔加，值得注意的是奥尔加的前夫 Boris Guber 在1937年8月在大清洗中被处死。格罗斯曼为了其妻子的释放持续几个月，期间一直向有关单位写申请书，终于在1938年成功。
在德军入侵苏联后格罗斯曼的母亲待在别尔季切夫，后同大概2万至3万犹太人一起被杀。格罗斯曼被允许免除兵役，但他自愿前往前线。并且在那度过了一千多天。他作为战地记者为受欢迎的红军报纸《红星报》工作。他描绘了许多重大战争，例如莫斯科戰役、斯大林格勒战役、库尔斯克会战、巴格拉基昂行動、柏林戰役。除了战争通讯报告格罗斯曼此时撰写的小说如《人民是不朽的》(Народ бессмертен）也被发表，同时他被视为一位战争英雄。格罗斯曼于1950年所写的小说《斯大林格勒》，后被改名为《为了正义的事业》（За правое дело），也是基于他在被围困期间的亲身经历。
格罗斯曼早在1943年对于发生在乌克兰，白俄罗斯，波兰的种族清洗和特雷布林卡灭绝营，马伊达内克灭绝营的纪实性描写属于最早的目击者报告，这些纪实内容后来都被归属于纳粹大屠杀。他的1944年的文章《特雷布林卡的地狱》在纽伦堡后续审判期间被作为控告材料而广泛传播。

战后当局对犹太人反法西斯委员会所撰写的黑皮书的压制让格罗斯曼大为震撼并且动摇了他对苏联政权的忠诚。审查员对名单进行更改，目的是将特定的在大屠杀中的反犹人物进行隐藏，同时把乌克兰人在战争中为纳粹从事警察工作的角色进行缩小，试图掩盖。格罗斯曼从爱伦堡手中接过了这本黑皮书编者的身份，并于1948年底最终完成，但是并未发表。排出的版面与已经印制的页面被捣毁。格罗斯曼的诗人朋友利普金相信这是由于斯大林的反犹运动，并且这摧毁了格罗斯曼对苏联体制的信仰。
“1946年...我会见了一些朋友，他们有的是巴尔卡尔人和印古什人，他们与家人一起在战争期间被流放到哈萨克斯坦。我把这些告诉格罗斯曼，他回答说：”或许这出于军事原因是必要的“。我说：”如果这发生在犹太人身上，你也会这么说吗“。他回答，这永远也不会发生。一些年后《真理报》上出现了反对无定居的世界主义者的攻击文章。格罗斯曼寄给我一篇摘记，最终我设法收到了它。长时间以来格罗斯曼觉着自己并不是太犹太化。此次对世界主义的运动让格罗斯曼与犹太世界的联系被重新唤醒。”
由于国家对他的迫害，终其一生格罗斯曼只有很少几部他的作品得以发表。 在格罗斯曼将他的代表作 《生活与命运》（1959年）向出版社提交之后，克格勃查搜了他的家。原稿，副本，笔记本，打字机副本，打字机色带都被查收。在赫鲁晓夫解冻期，格罗斯曼这样给赫鲁晓夫写道：
这对我有什么用，我肉体得到自由，但我为之献出了生命的书却仍旧被封禁...我不放弃...我为我的书要求更多的自由。
米哈伊尔·苏斯洛夫，政治局负责意识形态的主要人物，对格罗斯曼说，他的书最早会在200年以内被出版。
《生活与命运》与他的最后一部小说《一切都是流动的》（Всё течёт, 1961）被视为对共产主义权威的挑战，这位持不同政见者彻底从公众中消失。格罗斯曼于1964年去世，他不知道他的作品是否将来会被被人阅读。
《生活与命运》的一个章节于1980年在其他持不同政见者的帮助下得以在瑞士发表：萨哈罗夫偷偷拍摄了由谢苗·利普金保存的手稿的部分页面，弗拉基米尔·沃伊诺维奇把胶卷偷运到外国。在戈尔巴乔夫的开放政策引入后，《生活与命运》最终在1988年于俄罗斯出版。《一切都是流动的》同样在1989年于苏联出现。《生活与命运》的原稿共计大约11000页，他们最终由俄罗斯秘密警察于2013年7月转交给莫斯科国家档案馆，并对公众开放。
一些评论家认为格罗斯曼的小说与托尔斯泰不朽的散文可以相提并论。1998年索尔仁尼琴表达了对格罗斯曼“富有耐心的，矢志不渝的，影响深远的作品”的“极大敬意”。
哲学家列维纳斯也表达了对《生活与命运》的钦佩。

## 部分作品
- 《祝你成功》（1934年），中篇小说
- 《斯捷潘·科尔丘金》（1～4卷，1937～1940），长篇小说
- 《人民是不朽的》（1942年）中篇小说
- 《如果相信毕达哥拉斯派》（1946年），剧本
- 《为了正义的事业》，1952年[9]
- 《生活与命运》，1960年，出版于《十月》杂志
- 《一切都是流动的》，1970年，出版于《十月》杂志